# Kärlek 65
Kärlek 65 è un film drammatico del 1965 scritto e diretto da Bo Widerberg.
È stato presentato in concorso alla 15ª edizione del Festival di Berlino, dove ha ricevuto una menzione d'onore da parte della FIPRESCI.

## Trama
Keve è un giovane regista sta vivendo una crisi artistica e personale mentre si prepara per un nuovo film. La ricerca di nuove forme di espressione lo immerge in profondi dubbi sul significato della sua professione e sul suo rapporto con la moglie e la figlia.

## Distribuzione
Il film è stato distribuito in Svezia dal 17 marzo 1965. Nel giugno dello stesso anno è stato presentato in concorso al Festival di Berlino.
Nel 2002 è stato di nuovo proiettato alla Berlinale nell'ambito della retrospettiva "European 60s - Revolt, Fantasy & Utopia", dedicata al cinema europeo e agli sconvolgimenti culturali e politici degli anni sessanta.

### Date di uscita
- Svezia (Kärlek 65) - 17 marzo 1965
- Germania Ovest (Roulette der Liebe) - 18 novembre 1965
- Danimarca (Kärlek 66) - 25 novembre 1965
- Finlandia (Rakkaus 65) - 2 agosto 1968

## Riconoscimenti
1965
- Festival internazionale del cinema di Berlino
Premio FIPRESCI, menzione d'onore
- Swedish Film Institute
Quality Grant (contributo di 251.795 kr)

1966
- Chaplin Magazine Awards
Miglior attrice a Ann-Marie Gyllenspetz, Evabritt Strandberg e Inger Taube